# Флотилия Северного Ледовитого океана
Флоти́лия Се́верного Ледови́того океа́на — российская военная флотилия начала XX века. Базировалась в Александровске-на-Мурмане и Йоканьгском погосте.

## Первая мировая война
Постепенное сосредоточение русских военно-морских сил на Севере началось летом 1915 г., в первую очередь для противодействия немецким подводным лодкам, атаковавшим транспорты и ставившим мины в Белом море. Основой будущей флотилии стали посыльное судно «Бакан» (накануне войны пришедшее с Балтики для охраны рыбных промыслов), и переоборудованные в тральщики и вспомогательные крейсеры (фактически сторожевые корабли) небольшие торговые и промысловые суда.
19 июня (2 июля по новому стилю) 1916 года официально, приказом по морскому ведомству было объявлено о создании флотилии Северного Ледовитого океана.
Формирование флотилии ускорилось в сентябре 1916 года. В состав флотилии вошли корабли, переведённые из Владивостока и закупленные за границей.
На 7 октября 1917 года во Флотилии Северного Ледовитого океана числилось 89 боевых и вспомогательных судов:
- линейный корабль «Чесма»,
- 2 крейсера («Аскольд» и «Варяг»),
- 6 эсминцев[прим. 1] (два типа «Инженер-механик Зверев» — «Капитан Юрасовский» и «Лейтенант Сергеев», два типа «Кит» — «Бесшумный» и «Бесстрашный» и два типа «Форель» — «Властный» и «Грозовой»),
- подводная лодка «Святой Георгий»,
- минный заградитель «Уссури»,
- 18 посыльных судов,
- 43 тральщика,
- 4 гидрографических судна,
- 3 транспорта,
- 8 портовых судов,
- 2 ледокола — «Святогор» и «Микула Селянинович» .

Во время Первой мировой войны флотилия обеспечивала поставки морским путём от союзников по Антанте и во взаимодействии с британским флотом боролась с германскими подлодками, которые стали там появляться во второй половине 1916 года. В качестве противодействия на Севере тогда же была введена система конвоев, организована система противолодочной обороны, велось патрулирование акватории, вооружались артиллерией пароходы.
Благодаря организации системы противоминной и противолодочной обороны из 1582 судов прошедших по русским коммуникациям в 1916 году подлодки противника смогли потопить только 31 судно, а из 500 проведенных за тралами транспортов подорвался лишь 1.
На Северном морском театре противник потерял 3 подводные лодки: U 56 (потоплена эсминцем «Грозовой»), U 76 (уничтожена тральщиками) и U 28 (погибла от взрыва атакованного транспорта с военными грузами – считается что при взрыве транспорта отбросило грузовик, стоявший на его палубе, и он обрушился на корпус подлодки, находившийся рядом и наблюдавшей за гибелью торпедированного судна).
Флотилия имела школу прапорщиков, школу радиотелеграфистов.
Командующие ФСЛО: вице-адмирал Л. Ф. Корвин (1916-17), вице-адмирал И. И. Федоров (1917), контр-адмирал Н. Э. Виккорст (1917).

## Гражданская война
После 1917 года флотилия подняла красные флаги, в 1918 году во время интервенции стран Антанты наиболее боеспособные эсминцы, ледоколы, посыльные суда, тральщики и крейсер «Аскольд» были переданы для ремонта или несения боевой службы странам Антанты (в основном Англии, некоторые корабли были фактически захвачены а на тех на которых оставался русский флаг почти не было русских моряков). В 1919 году часть кораблей была передана правительству Северной области, но кроме посыльных судов и нескольких ледоколов они были в плачевном состоянии.
В 1920 году на наиболее ценных и сохранивших ход судах эвакуировался генерал Миллер и остатки его армии.
В 1920 году в состав Рабоче-Крестьянского Красного Флота входили несколько эсминцев и тральщиков (позже остались лишь тральщики либо переданные гражданским ведомствам, либо использовавшиеся как патрульные суда). По окончании Гражданской войны непригодные к службе и устаревшие суда были исключены из строя, ледоколы были переданы торговым портам. Несколько тральщиков были переданы в состав морских погранчастей ОГПУ.